# Церкви Барського району
Церкви Барського району — перелік православних церков Барського району Вінницької області, Барське Благочиння, Вінницька єпархія Української Православної Церкви.
| Назва                                           | Фото             | Адреса                          | Роки будівництва та відновлення | Примітки                                                                                             |
| Кафедральний Собор Успіння Пресвятої Богородиці |                  | м. Бар, вул. Святого Миколая 22 | 1755-1757 р.                    | Архіектурна пам'ятка національного значення                                                          |
| Церква святителя Миколая Чудотворця             |                  | м. Бар, вул. Буняковського      | [ 3 ]                           | |
| Жіночий монастир Барської ікони Божої Матері    |                  | с. Гайове, вул. Покровська, 1   | 2002 р.                         | |
| Свято-Михайлівський церква                      |                  | с. Журавлівка                   | [ 5 ]                           | |
| Спасо-Преображенська церква                     |                  | с. Балки                        | 1857 р.                         | Арх. пам'ятка місцевого значення                                                                     |
| Церква Святої Покрови                           |                  | с. Грабівці                     | 1728 р., 1942 р.                | |
| Церква Введення в храм Пресвятої Богородиці     |                  | с. Іванівці                     | 1760 р.                         | |
| Церква Різдва Пресвятої Богородиці              |                  | с. Копайгород                   | 1884-1885 pp.                   | Арх. пам'ятка місцевого значення                                                                     |
| Церква апостола і євангеліста Іоанна Богослова  | [[Файл:\|140px]] | с. Кузьминці                    | 1888 p.                         | |
| Церква Покрова Пресвятої Богородиці             |                  | с. Лука-Барська                 | кінець XX ст.                   | |
| Церква Архістратига Божого Михаїла              | [[Файл:\|140px]] | с. Матейків                     | 1766, 1876                      | У 1876 році церква піднята на нову кам’яну основу. Єдина дерев’яна барокова церква Барського району. |
| Церква Казанської ікони Божої Матері            |                  | с. Ялтушків                     | 1881 р.                         | Арх. пам'ятка місцевого значення                                                                     |
| Церква Єрусалимської ікони Пресвятої Богородиці |                  | с. Шпирки, вул. Центральна 2 г  | 2018 р.                         | |
|                                                 |                  |                                 |                                 | |

Каплички Барського району
| Назва                                   | Фото | Адреса                            | Роки будівництва та відновлення | Примітки |
| Капличка Почаївської ікони Божої матері |      | с. Васютинці                      | бл. 2010 р.                     | |
| Капличка Святого Миколая.               |      | с. Верхівка, біля джерела Бровари | 2007 р.                         | Капличка біля джере́ла «Бровари́», яке є гідрологічною пам'яткою природи місцевого значення. Тут видобувається кремнієва мінеральна вода «Верхівська перлина». |
|                                         |      |                                   |                                 | |